# Kentucky Derby 1907
Kentucky Derby 1907 var den trettiotredje upplagan av Kentucky Derby. Löpet reds den 6 maj 1907 över 1 1⁄4 miles (2 012 m). Löpet vanns av Pink Star som reds av Andy Minder och tränades av William H. Fizer.
Förstapriset i löpet var 4 850 dollar. Sex hästar deltog i löpet efter att Arcite och Boxara strukits.

## Resultat
| P | S | Häst         | Jockey       | Tränare            | Ägare                | Tid     |
| - | - | ------------ | ------------ | ------------------ | -------------------- | ------- |
| 1 | 6 | Pink Star    | Andy Minder  | William H. Fizer   | J. Hal Woodford      | 2:12.60 |
| 2 | 3 | Zal          | Jimmy Boland | William McDaniel   | William Gerst Sr.    |         |
| 3 | 1 | Ovelando     | Dave Nicol   | James P. Ross      | Martin Doyle         |         |
| 4 | 5 | Red Gauntlet | Dale Austin  | Thomas P. Hayes    | Thomas P. Hayes      |         |
| 5 | 4 | Wool Sandals | Ted Koerner  | Robert E. Campbell | William E. Applegate |         |
| 6 | 2 | Orlandwick   | James Lee    | A. D. Steele       | Allen S. Steele      |         |

Segrande uppfödare: J. Hal Woodford; (KY)